# Parque Estatal Cañón de Fernández
El Parque Estatal Cañón de Fernández (PECF) es un Área Natural Protegida de injerencia Estatal decretado en 2004, se ubica en la parte noroeste de Durango, en el extremo sur del municipio de Lerdo, estado de Durango,  México. Comprende una superficie de 17,001 ha. En 2008 el PECF es reconocido como sitio de importancia internacional ante la Convención de Ramsar, Sitio Ramsar No. 1747, por la existencia de un gran humedal formado por la zona riparia y el vaso de la presa Francisco Zarco, en medio del Desierto Chihuahuense.
El PECF es un humedal ripario y alberga un gran número de especies vulnerables y en peligro de extinción, así como comunidades ecológicas amenazadas, y es un polo de alta biodiversidad de flora y fauna. Este humedal contribuye a recargar los mantos acuíferos y moderar el clima local. El PECF realiza las funciones de un corredor biológico, uniendo dos de los ecosistemas regionales de mayor importancia: el Desierto Chihuahuense y los bosques templados de la Sierra Madre Occidental.

## Datos generales
El PECF se ubica en la parte noroeste de Durango, en el extremo sur del municipio de Lerdo, y es atravesado por el río Nazas. Este río, drena una buena parte de la región hidrológica 36 Nazas-Aguanaval, la cual es endorreica porque el río desemboca dentro del continente y no en el mar. El Nazas inicia en la confluencia de los ríos Sixtín y Ramos y termina, desde hace algunos años, en la represa San Fernando. Su extensión original era de 350 km y desembocaba en la extinta Laguna de Mayrán. 
El clima registrado en la zona es muy seco, con una temperatura promedio anual de 20 °C. La temperatura mínima promedio es de 15 °C y la máxima de 30 °C; reportándose las más altas entres los meses de mayo a septiembre. La precipitación media anual es de 260 mm, y se concentra entre los meses de junio y septiembre (régimen estival) y la evaporación corresponde a 10 veces la precipitación anual, siendo mayor en mayo y junio. 

## Características biológicas
Vegetación
La estructura de la vegetación del PECF se puede describir de la siguiente manera:
1. En el área predomina el matorral xerófilo con 15,355.31 ha (89%), este matorral se encuentra definido, pero de acuerdo a su estructura y fisonomía varia en diferentes sitios de acuerdo a la topografía y el tipo de suelo de este tipo de matorral comprenden: a) Matorral desértico rosetófilo: llamado así porque en el crecen plantas espinosas que crecen en forma de roseta, conforma una superficie del 13,679.00 ha de la superficie total del ANP. En este matorral domina las especies de la lechuguilla (Agave lechuguilla), noa (Agave victoriae-reginae), el maguey (Agave asperrima), guapilla (Hechictia glomerata), yuca del desierto (Yucca elata) yuca china (Yucca filifera). En el centro de este matorral por lo menos tres parches son evidentes, en los peñascos se observa una abundancia de Noa (Agave victoriae-reginae) asociada a guapilla (Hechictia glomerata), en la parte de los abanicos aluviales aparecen parches de yucas (Yucca filifera y Yucca elata), y en las partes de ladera abundan gran cantidad de parches de lechuguilla (Agave lechuguilla); b) Matorral desértico micrófilo: llamado así porque la vegetación presenta hojas reducidas, enteras, desprovistas de pecíolo, sin vascularización o con venación reducida a una vena que en algunas especies no sobrepasa la base, este matorral ocupa un área de 1,674.60 ha del ANP. En este tipo de matorral destacan especies como la gobernadora (Larrea tridentata), sangre de drago o sangregada (Jatropha dioica), orégano (Lippia origanoides), tasajillo (Cylindropuntia leptocaulis) nopales (Opuntia spp.) candelilla (Euphorbia antisyphilitica), ocotillo (Fouqueria splendens), algunas mamilarias (M. conglomeratus, M. pottsii y M. imbricata), coryphantas (C. cornifera y C. durangensis), cactus uña de gato (Glandulicactus uncinatus), telocactus (Thelocactus bicolor), uña de gato de flor amarilla (Ferocactus hamatacanthus) entre otros. 
2. Bosque de galería como corredor ripario: son presentadas como comunidades muy desarrolladas en relación con su entorno. Se encuentran en los márgenes de los cauces de los ríos, arroyos y canales, dando lugar a una estrecha franja que en muchas ocasiones realiza la función como corredor de fauna al comunicar comunidades vegetales aisladas, a este tipo de vegetación corresponde un área de 589.09 ha del ANP, en el sitio existe una dominancia de plantas como ahuehuetes (Taxodium mucronatum), álamos (Populus fremontii y P. tremuloides), sauce, (Salix spp.), mezquite (Prosopis grandulosa), virginio (Nicotiana glauca), fresnos (Fraxinus spp.) y algunas especies exóticas como la mora (Morus nigra), eucalipto (Eucalyptus resinífera), nogal (Juglans spp.).
3. La composición florística y las distintas asociaciones de vegetación están meramente relacionadas por cuestiones en la disposición de cuerpos acuáticos, de esta manera, también se encuentran distribuidas especies que se encuentran en alguna categoría de riesgo según la NOM-059-SEMARNAT-2010. En el Área Natural Protegida y según los muestreos realizados en campo, se encontró la presencia de 180 especies distribuidas en 53 Familias y 125 Géneros.
Fauna
Debido a la estructura y localización propia del Cañón de Fernández se le reconoce como un importante refugio biológico, que cuenta a su vez con innumerables cañones en las laderas de las elevaciones de los cerros adyacentes al río Nazas. Esto le confiere características únicas en el estado de Durango, que favorecen la existencia de especies de fauna tanto endémicas, como migratorias y de estatus especial en alguna categoría de riesgo (Villa y Cervantes, 2003). Existe una gran cantidad de fauna en el sitio en la que destacan diversos grupos:
Anfibios
Este tipo de fauna se encuentra principalmente en los márgenes del río, destacan tres principales especies, la rana leopardo (Lithobates berlandieri) Sapo verde (Anaxyrus debilis) y ranita olivo (Gastrophryne olivacea), por mencionar algunas. Se identificaron 7 especies distribuidas en 4 familias y en 5 Géneros.
Reptiles
Son más diversos y tienen una mayor distribución en el sitio, destacan las lagartijas como geko del noreste (Coleonyx brevis), huico (Aspidoscelis gularis), huico tigre (Aspidoscelis tigris), lagartija sorda mayor (Cophosaurus texanus) lagartija sorda menor (Holbrookia maculata), camaleón de cola redonda (Phrynosoma modestum) que se encuentran en las zonas a pie de monte, lagartija escorpión (Sceloporus magister) localizada en el área magueyera, lagartija escamosa de collar (Sceloporus poinsettii) que es común en áreas rocosas, lagartija de mezquite (Sceloporus grammicus) que es común en el tronco de varios árboles de la ribera, lagartija rallada (Sceloporus belli) encontrada con frecuencia en troncos de mezquite y huizache, en algunas ocasiones en cadáveres de animales, lagartija negra vespertina (Xantusia vigilis) se le relaciona con troncos caídos y yucas, algunas tortugas como es la tortuga de lodo (Kinosternon flavescens), tortuga hedionda (Kinostermon hirtipes), tortuga de orejas rojas como especie invasora (Trachemys scripta) serpientes como la serpiente de jardín (Leptotyphlops humilis) se le observa en sitios con mucha humedad, serpientes de cascabel (Crotalus spp.) localizadas en zonas de la ribera pie de monte y arroyos secos, culebra de antifaz (Elaphe guttata) que es de hábitos anfibios y crepusculares en zona de la ribera. La diversidad de este grupo se compone por 50 especies distribuidas en 17 Familias y 28 Géneros.
Mamíferos
Se reportan las especies de roedores como el ratón de abazones (Chaetodipus penicillatus) y la rata café (Sigmodon hispidus); en el bosque de galería y en el matorral micrófilo se reportan ratón de patas blancas (Peromyscus sp.), ratón de abazones desértico (Chaetodipus Penicillatus), ratón de cactus (Peromyscus eremicus), rata canguro (Dipodomis merriami), rata cambalachera garganta blanca (Neotoma albigula), ardilla antílope (Ammospermophilus leucurus) y ardilla de roca (Spermophilus variegatus). Para los grandes mamíferos se encuentran zorrillo (Mephitis sp.), mapache (Procyon lotor), coyote (Canis latrans), zorra (Urocyon cinereargenteus) y gato montés (Linx rufus) se cuenta también con algunas especies relictas como el cacomixtle (Bassariscus astutus), se reportan de igual manera algunas de las especies de murciélagos como el murciélago lengüilargo (Choeronycteris mexicana), murciélago del desierto (Antrozous pallidus) murciélago coludo mexicano (Tadarida brasiliensis). Este grupo se registraron 39 especies distribuidos en 16 Familias y 33 Géneros. 
Aves
Existe un gran número de este grupo pero entre las que más destacan son el águila negra (Buteogallus anthracinus) muy cerca de la presa Francisco Zarco, águila gris (Buteo nitidus) de la cual han sido avistamientos de juveniles, águila pescadora (Pandion haliaetus), garzón cenizo (Ardea herodias), pato (Annas sp.), tortolita pecho punteado (Columbina passerina) muy común en las orillas del Nazas, el colibrí lucifer (Calothorax lucifer) que se alimenta de las flores de virginio, el colibrí magnífico (Eugenes fulgens) búho cornado (Bubo virginianus), tecolote llanero (Athene cunicularia) carpintero mexicano (Picoides scalaris) que normalmente puede ser vista en los márgenes del Nazas, gorrión mexicano (Haemorhous mexicanus), gavilán pechirufu (Accipiter cooperii), el mosquero negro (Sayornis nigricans), observados en el bosque de galería, en los árboles espinosos o entre otras especies. Este grupo es el más diverso Fauna de la ANP, se registraron 72 especies distribuidas en 34 Familias y 59 Géneros.

## Programa de Manejo
En el año 2017, se publica en el Periódico Oficial del Gobierno del Estado de Durango el Programa de Manejo del PECF, que constituye un instrumento de planeación y regulación de los recursos naturales presentes, los usos actuales y potenciales, además de las necesidades de conservación y manejo del humedal.
El objetivo de dicho Programa es constituir el instrumento rector de planeación y regulación que establece las actividades, las acciones y los lineamientos para el manejo y la administración del PECF.
Como Objetivos Específicos del Programa de Manejo, se mencionan los siguientes:
Protección
Favorecer la permanencia y conservación de la diversidad biológica del Área Natural Protegida, a través del establecimiento y promoción de un conjunto de políticas y medidas para mejorar el ambiente y prevenir el deterioro de los ecosistemas.
Manejo
Establecer políticas, estrategias, programas y proyectos, con el fin de determinar actividades y acciones orientadas al cumplimiento de los objetivos de conservación, protección, restauración, capacitación, educación y recreación, así como de vigilancia del Área Natural Protegida.
Restauración
Recuperar y restablecer las condiciones ecológicas previas a las modificaciones causadas por las actividades humanas o fenómenos naturales, permitiendo la continuidad de los procesos naturales en los ecosistemas del Parque Estatal Cañón de Fernández.
Cultura
Difundir acciones de conservación del Parque, propiciando la participación activa de las comunidades aledañas que generen la valoración de los servicios ambientales, mediante la identidad, la difusión y la educación para la conservación de la biodiversidad que contiene.
Gestión
Establecer las formas en que se organizará la administración del Parque Estatal Cañón de Fernández por parte de la autoridad competente, así como los mecanismos de participación de los tres órdenes de gobierno, de los individuos y las comunidades aledañas al mismo, así como de todas aquellas personas, instituciones, grupos y organizaciones sociales interesadas en su conservación.

## Valores naturales
Bajo el estatus de Área Natural Protegida se entiende el espacios donde el ambiente original no ha sido esencialmente alterado y éste produce beneficios ecológicos cada vez más reconocidos e importantes.
La biodiversidad del Cañón incluye 581 especies diferentes (entre ellas, 25 especies endémicas) que abarcan aves, peces y vegetación.
Entre las especies existentes están:
- flora: álamo, sauce, ahuehuete, huizache, mezquite, ocotillo, y distintos tipos de cactus.
- aves: aguililla de cola roja, aguililla gris, pato del bosque, águila pescadora, auras, capiturrín, cardenal, cardenal chivo, tángara roja y chara verde.
- mamíferos: zorro, cacomixtle, coyote, ardilla, conejo de cola blanca.
- reptiles: víboras de cascabel, víbora con patas,coralillos, lagartija de collar,perritos de la pradera .
- además hay de 27 tipos de peces.

Además, visitan el cañón de Fernández algunas especies migratorias como el pato canadiense. 
Otras especies, como el agave victoria reginae, que requiere 40 años para desarrollarse, o el cactus reina de la noche, que florea una sola vez al año y por la noche, se encuentran en peligro de extinción.

Es importante conservar las especies originales, hay que plantar más árboles, hay que cuidar las reservas naturales, el agua, etc.

## Turismo ecológico
Este ecosistema atrae a cientos de personas que gustan de actividades como el ciclismo de montaña, la observación de aves, del paisaje, el motociclismo, el alpinismo, el kayak, etc.
Actividades como el motociclismo están generando un enorme daño a este ecosistema, siendo esta una actividad permitida. También la pesca desmedida ha hechos estragos en las poblaciones de peces.
El Cañón de Fernández es un sitio muy representativo e importante de la Comarca Lagunera; de la Cuenca Baja del Nazas que empieza donde se ubica la presa, de los pocos que conservan el agua naturalmente.
Eran 300 kilómetros que se tenían hasta la Laguna de Mayrán, de lo cual queda muy poco y este lugar, es el único tramo que aún conserva sus valores naturales.
Cuenta con aproximadamente 30 a 32 kilómetros de río, es el único lugar que conserva la humedad por los servicios ambientales que se proporcionan, se hace una limpieza del agua que más abajo vendrá a recargar el acuífero. En su ecosistema se anidan muchas aves acuáticas y otro tipo de mamíferos, además de seguir conservando ahuehuetes de mil 300 años de antigüedad.
Por todo esto, el Cañón de Fernández se convirtió en un área natural protegida en la entidad y es uno de los lugares más importantes de la región Lagunera.

## Apoyo
En los años recientes, diversas asociaciones como Biodesert, la World Wildlife Fund, y Eco-Cañón han generado programas y acciones de apoyo. Prodefensa del Nazas, A.C. ha tenido un papel central en conseguir la declaratoria del Parque Estatal Cañón de Fernández en 2004 y su inscripción en la Convención Ramsar como Humedal de Importancia Internacional en 2008. También colaboran institutos educativos como la Facultad de Agricultura y Zootecnia, así como la Facultad de Ciencias Biológicas, ambas de la Universidad Juárez del Estado de Durango. El Cañón de Fernández requiere de más apoyos para poder completar la plantilla de su administración y poder ampliar la cobertura a todos los programas productivos y de conservación que requiere.